# Uromyces appendiculatus
Uromyces appendiculatus är en svampart som beskrevs av F. Strauss 1833. Uromyces appendiculatus ingår i släktet Uromyces, och familjen Pucciniaceae. Inga underarter finns listade i Catalogue of Life.

## Bildgalleri

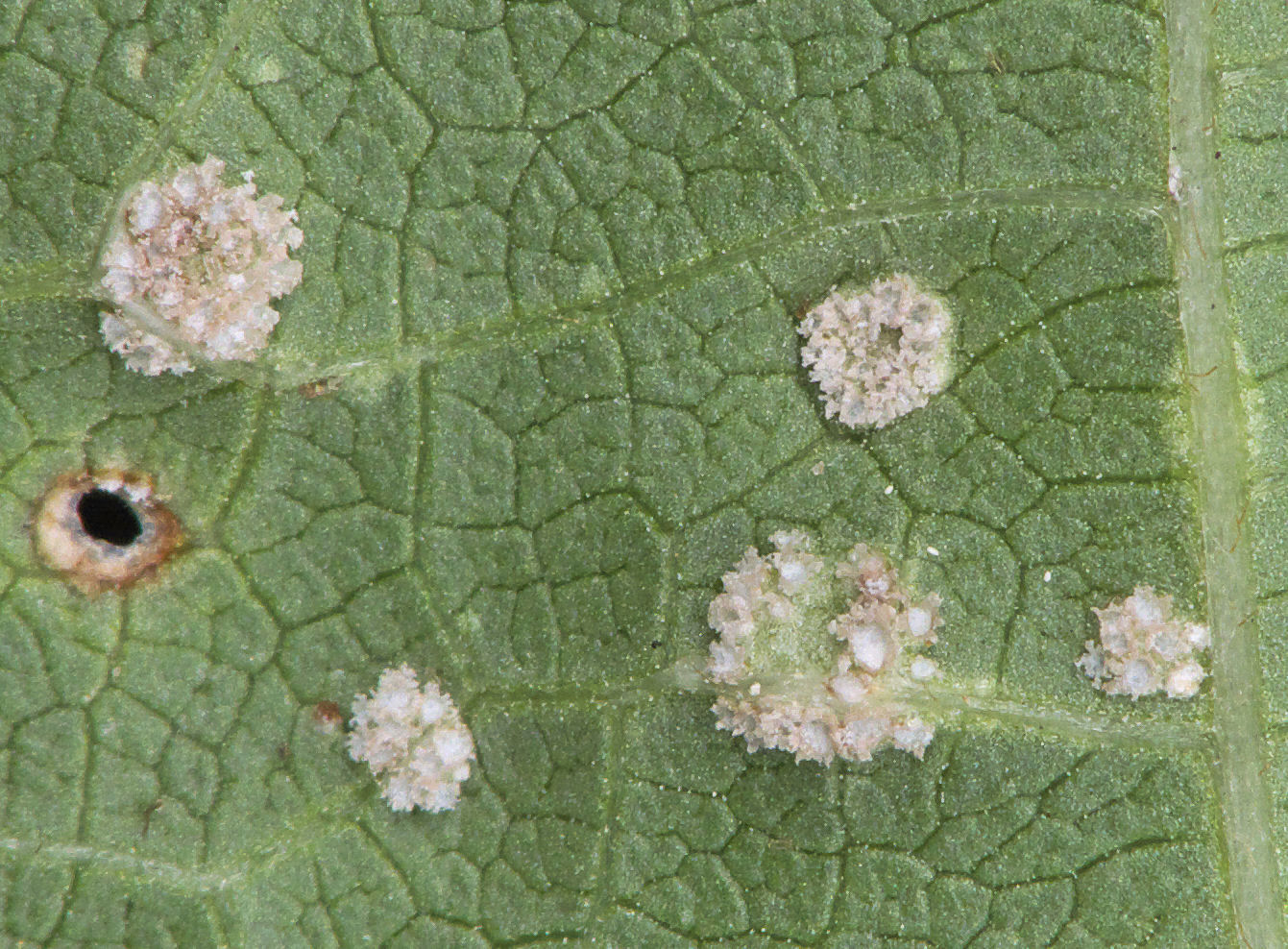
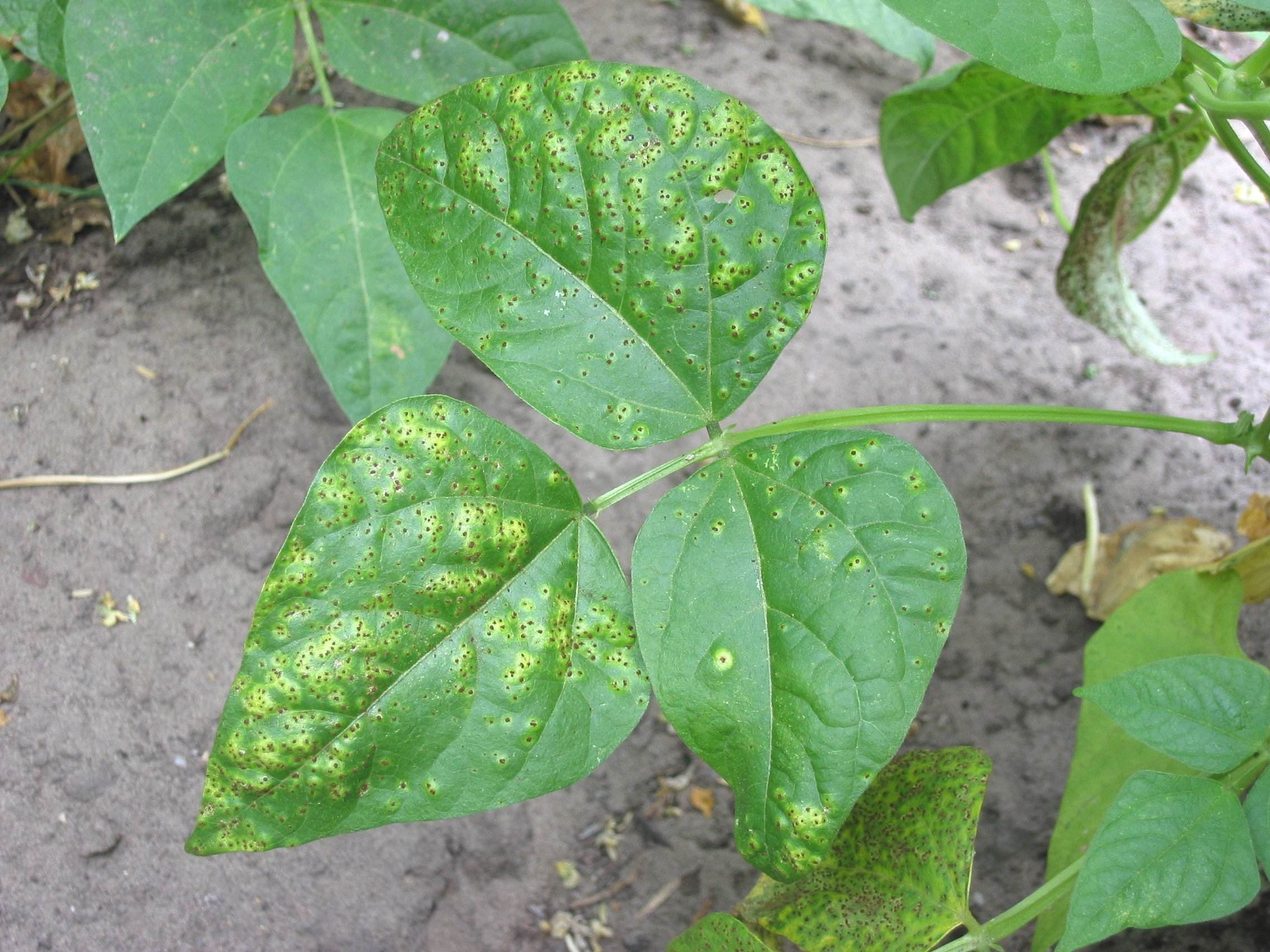